# Dubensko
Der Dubensko ist ein 414 m n.m. hoher Berg in der Kralovická pahorkatina (Kralowitzer Hügelland) in Tschechien. Er liegt auf dem Kataster der Gemeinde Chříč im Landschaftsschutzgebiet Křivoklátsko. 

## Lage und Beschreibung
Der bewaldete und in Ost-West-Richtung langgestreckte Berg erhebt sich zweieinhalb Kilometer östlich von Chříč. Gegen Norden und Osten fällt er steil ins Tal der Javornice ab. Über den sanft zum Sohlental der Berounka abfallenden Südhang verläuft die Staatsstraße II/201 zwischen Kralovice und Zvíkovec. Nach Westen hin ist der Dubensko über eine offene Hochfläche, die einen weiten Ausblick auf Chříč und das Berounkatal bietet, mit der Marta (406 m n.m.) verbunden. Der nordöstlich vorgelagerte Bergsporn wird Ubellihöhe genannt; der Mischwald mit Roteiben an ihrem Nordwesthang ist als Naturreservat Dubensko unter Schutz gestellt. Wegen des hohen Baumbestandes bieten sowohl der Dubensko als auch die Ubellihöhe keine Aussicht.
Umliegende Ortschaften sind Modřejovice im Norden, Kostelík im Osten, Hradiště im Südosten, Zvíkovec im Süden, Dubjanský Dvůr  und Studená im Südwesten, Chříč im Westen sowie Slatina und Lhota im Nordwesten.

## Besonderheiten

### Ubelli-Stein
Ein markanter rechteckiger Felsblock auf der Ubellihöhe wurde 1878 von der Gemeinde Chříč mit einer Gedenktafel der Vorsteherin des Freiweltadeligen Damenstifts zu den heiligen Engeln, Johanna de Ubelli, gewidmet. Eine gleiche Tafel wurde auch an einem im Wald südöstlich von Lhota befindlichen dreieckigen Gesteinsblock angebracht.

### Roteibenmischwald
Der außergewöhnliche Wald am Dubensko wurde bereits in den 1920er Jahren durch den Botaniker František Maloch beschrieben. Er 
gehört mit ca. 400 Exemplaren zu den bedeutendsten Standorten der Roteibe in Tschechien. Einige der Bäume haben eine Höhe von 17 bis 20 m.

### Naturreservat Dubensko
Es handelt sich um einen Eichen-Hainbuchen-Mischwald in steiler Nordhanglage. Stellenweise erreicht er den Charakter eines Gesteinsblockwaldes. Vorherrschende Baumarten sind Sommerlinde und Sommereiche; des Weiteren kommen darin Tannen, Hainbuchen und Ulmen sowie Roteiben vor. In den 1960er Jahren wurden innerhalb des Reservates ca. 80 Exemplare der seltenen Roteibe gezählt.
Die erste Ausweisung eines Schutzgebietes mit einer Fläche von 4,83 ha erfolgte am 13. August 1965. Inzwischen umfasst das Naturreservat eine Fläche von 5,29 ha.